# 米納勒爾斯普林斯鎮區 (北卡羅萊納州里奇蒙縣)
米納勒爾斯普林斯鎮區（英語：Mineral Springs Township）是位於美國北卡羅萊納州里奇蒙縣的一個鎮區。

## 地方資料
米納勒爾斯普林斯鎮區的面積為203.05平方千米，皆為陸地。根據2020年美國人口普查的數據，當地共有人口3135人，而人口密度為每平方千米15.44人。